# Microsoft Office 95
Office 95 је главно издање Microsoft Office-а, које је Microsoft издао 24. августа 1995. Он је наследник Office 4.2 и 4.3. Званично је подржан на Виндовс NT 3.51 преко Виндовс ME.
Подршка за Office 95 је престала 31. децембра 2001.

## Функције
Office 95 укључује шест апликација: укључује шест апликација: Word, Excel, PowerPoint, Access, Schedule+ (апликација за управљање временом) и Binder (програм за увезивање рада поменуте апликације заједно). ЦД-РОМ верзија укључује Microsoft Bookshelf.
Office 95 помера број верзије својих апликација на 7.0 да би одговарао броју верзије Word-а. Остале компоненте носе исте бројеве верзија како би показале да су савременике, иако њихови претходници нису верзија 6.0. Претходне верзије компоненти су Word 6.0, Excel 5.0, PowerPoint 4.0, Schedule+ 1.0 и Access 2.0. Binder у то време није имао претходника.
Office 95 програми користе двобојни градијент у насловној траци на врху прозора, постепено прелазећи од црне на левој страни до тамноплаве на десној страни. У то време, ово је било јединствено за Office 95; ниједан други програм који ради под Виндовс 95 или Виндовс NT није користио градијентне насловне траке. Ова функција је на крају уграђена у љуску Виндовс 98 и новијих, што би омогућило прилагодљиве боје градијента и проширило функцију тако да укључује и дијалошке оквире.
Excel садржи ускршње јаје, скривену игру налик Doom-у под називом Дворана измучених душа (енгл. Hall of Tortured Souls).

## Верзије
Office 95 је доступан у две верзије. Они садрже следеће апликације:
| Application | Standard Edition | Professional Edition   |
| ----------- | ---------------- | ---------------------- |
| Word        | Да               | Да                     |
| Excel       | Да               | Да                     |
| PowerPoint  | Да               | Да                     |
| Schedule+   | Да               | Yes                    |
| Binder      | Да               | Да                     |
| Access      | Не               | Да                     |
| Bookshelf   | Не               | On CD-ROM version only |